# Río Cuvo-Keve
El río Cuvo-Keve es un importante río costero africano de la parte central de Angola, que desemboca en el océano Atlántico en la bahía de Benguela, en la provincia de Cuanza Sur. El río tiene una longitud de  505 km con una cuenca de drenaje de 23 870 km².
Cuvo es el nombre del río en su curso superior en la provincia de Huambo y en el curso inferior se llama Keve o Queve. El río es navegable aguas arriba hasta las cataratas de Binda, cerca de Gabela.
Su principal afluente es el río Cussoi.
El río puede ser el hogar más meridional del hábitat del manatí africano. Los humedales de la llanura de inundación del río y el bosque Kumbira forman parte de un Área Importante para las Aves con varias especies raras.
La desembocadura del río tiene una zona de manglares.